# 帕爾多山
67°8′S 50°11′E / 67.133°S 50.183°E
帕爾多山是南極洲的山峰，位於東部南極洲的恩德比地，處於阿蒙森灣沿岸，海拔高度790米，該山峰以軍醫命名，現時受南極條約體系管理。